# Папинка
Папинка — река в Удмуртии, протекает в Увинском районе. Устье реки находится в 50 км по левому берегу реки Ува. Длина реки составляет 11 км, площадь водосборного бассейна 26,8 км².
Исток реки в лесном массиве к северу от деревни Большой Каркалай и в 11 км к северо-востоку от посёлка Ува. Река течёт на запад по ненаселённому лесу, впадает в Уву в 4 км к северу от посёлка Ува. Ширина реки перед устьем — 3 метра.

## Данные водного реестра
По данным государственного водного реестра России относится к Камскому бассейновому округу, водохозяйственный участок реки — Вятка от водомерного поста посёлка городского типа Аркуль до города Вятские Поляны, речной подбассейн реки — Вятка. Речной бассейн реки — Кама.
По данным геоинформационной системы водохозяйственного районирования территории РФ, подготовленной Федеральным агентством водных ресурсов:
- Код водного объекта в государственном водном реестре — 10010300512111100039436
- Код по гидрологической изученности (ГИ) — 111103943
- Код бассейна — 10.01.03.005
- Номер тома по ГИ — 11
- Выпуск по ГИ — 1